# شهرداری لنارت
شهرداری لنارت (به لاتین: Municipality of Lenart) یک منطقهٔ مسکونی در اسلوونی است که در اسلوونی واقع شده‌است. شهرداری لنارت ۶۲ کیلومتر مربع مساحت و ۸٬۱۵۷ نفر جمعیت دارد.